# اوماری
اوماری (نام علمی: Poraqueiba sericea) نام یک گونه از راسته گوشوارک‌سانان است.